# Bar Āftāb-e Shīdān
Bar Āftāb-e Shīdān (persiska: بَر آفتابِ شيدان) är en ort i Iran.   Den ligger i provinsen Chahar Mahal och Bakhtiari, i den centrala delen av landet, 500 km söder om huvudstaden Teheran. Bar Āftāb-e Shīdān ligger 1 570 meter över havet och antalet invånare är 488.
Terrängen runt Bar Āftāb-e Shīdān är varierad. Bar Āftāb-e Shīdān ligger nere i en dal.Runt Bar Āftāb-e Shīdān är det ganska glesbefolkat, med 38 invånare per kvadratkilometer. Närmaste större samhälle är Lordegān, 2,2 km sydost om Bar Āftāb-e Shīdān. Omgivningarna runt Bar Āftāb-e Shīdān är i huvudsak ett öppet busklandskap.